# Хагфорд, Игнацио
Игнацио Хагфорд, Иньяцио Хагфорд, или Игнатиус Хекфорд (итал. Ignazio Hugford, Ignatius Heckford; 1703, Пиза — 16 августа 1778, Флоренция) — итальянский живописец и художник-декоратор академического направления флорентийской школы.

## Жизнь и творчество
Игнацио Хагфорд родился в Пизе, в семье английского мастера-часовщика, работавшего по заказам дома Медичи во Флоренции. В возрасте девяти лет Хагфорд стал учеником Антона Доменико Габбиани во Флоренции. В 1745 году он написал более дюжины картин для трапезной бенедиктинского аббатства Валломброза (Тоскана), где его брат Фердинандо Энрико был настоятелем.
Хагфорд присоединился к флорентийской Академии рисунка (Accademia del Disegno) и опубликовал биографию своего наставника. Он также участвовал в разработке проектов декора зданий в технике скальола (резьбы по гипсу или мрамору с цветной инкрустацией). Среди его живописных произведений наиболее известна картина «Графиня Матильда жертвует свои богатства церкви» в церкви Сан-Бартоломео в Пантано в Пистое. В той же церкви находятся алтарные картины «Святой Пётр пересекает огонь» и «Святой Атто получает мощи Святого Иакова». Хагфорд также работал над алтарями в Пьеве-ди-Сан-Андреа-а-Доччиа и Санта-Феличита во Флоренции. В галерее Уффици имеется автопортрет художника.
Хагфорд скончался во Флоренции. В настоящее время он более известен как критик, писатель-историограф и консультант коллекционеров. Среди его учеников были Франческо Бартолоцци, Ламберто Кристиано Гори, Джованни Баттиста Чиприани и Санте Пачини.

## Галерея

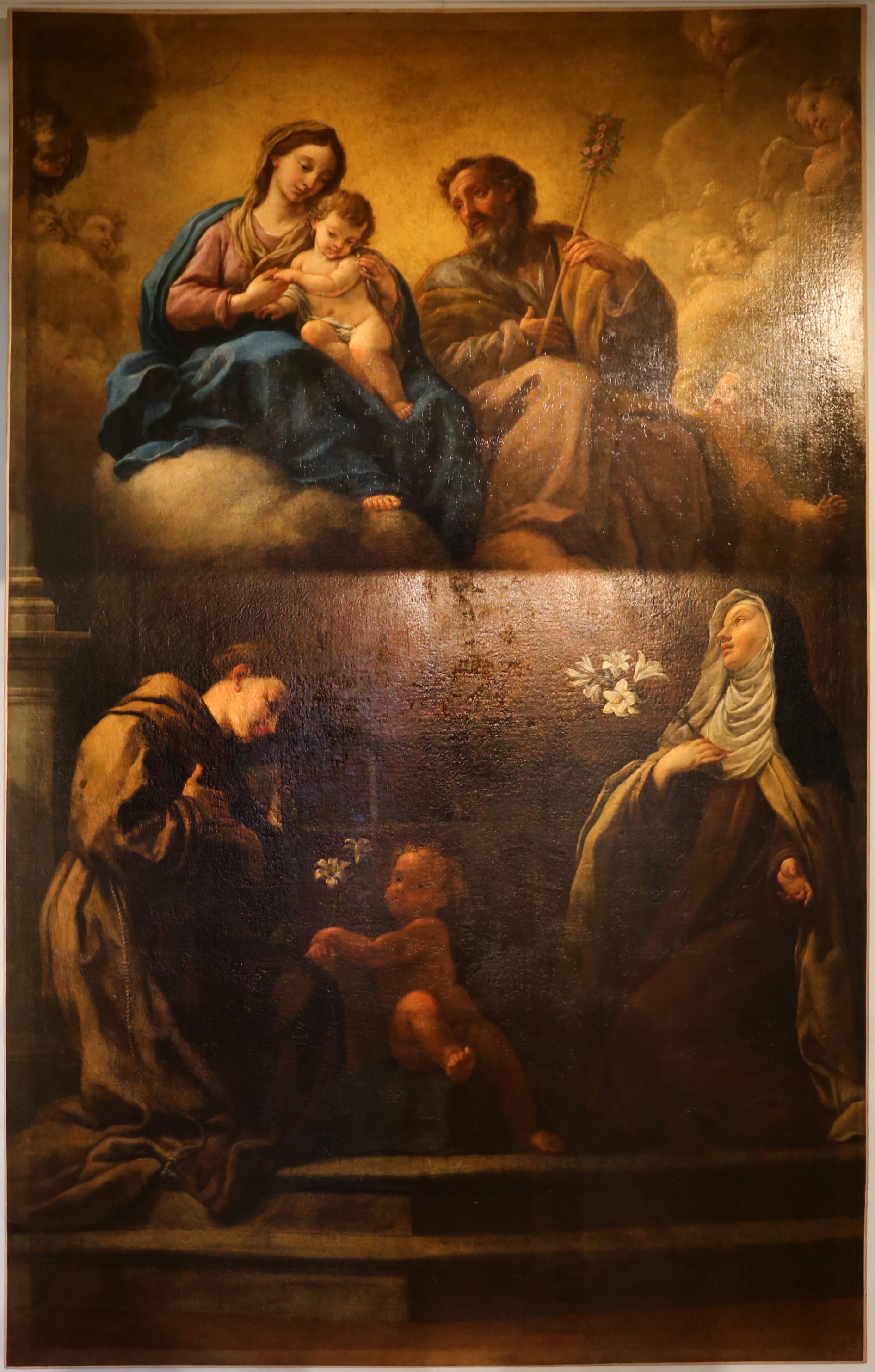
Святое семейство во Славе со святыми Антонием Падуанским и Магдалиной де Пацци. 1750—1775. Холст, масло. Музей Беато Анджелико, Виккьо
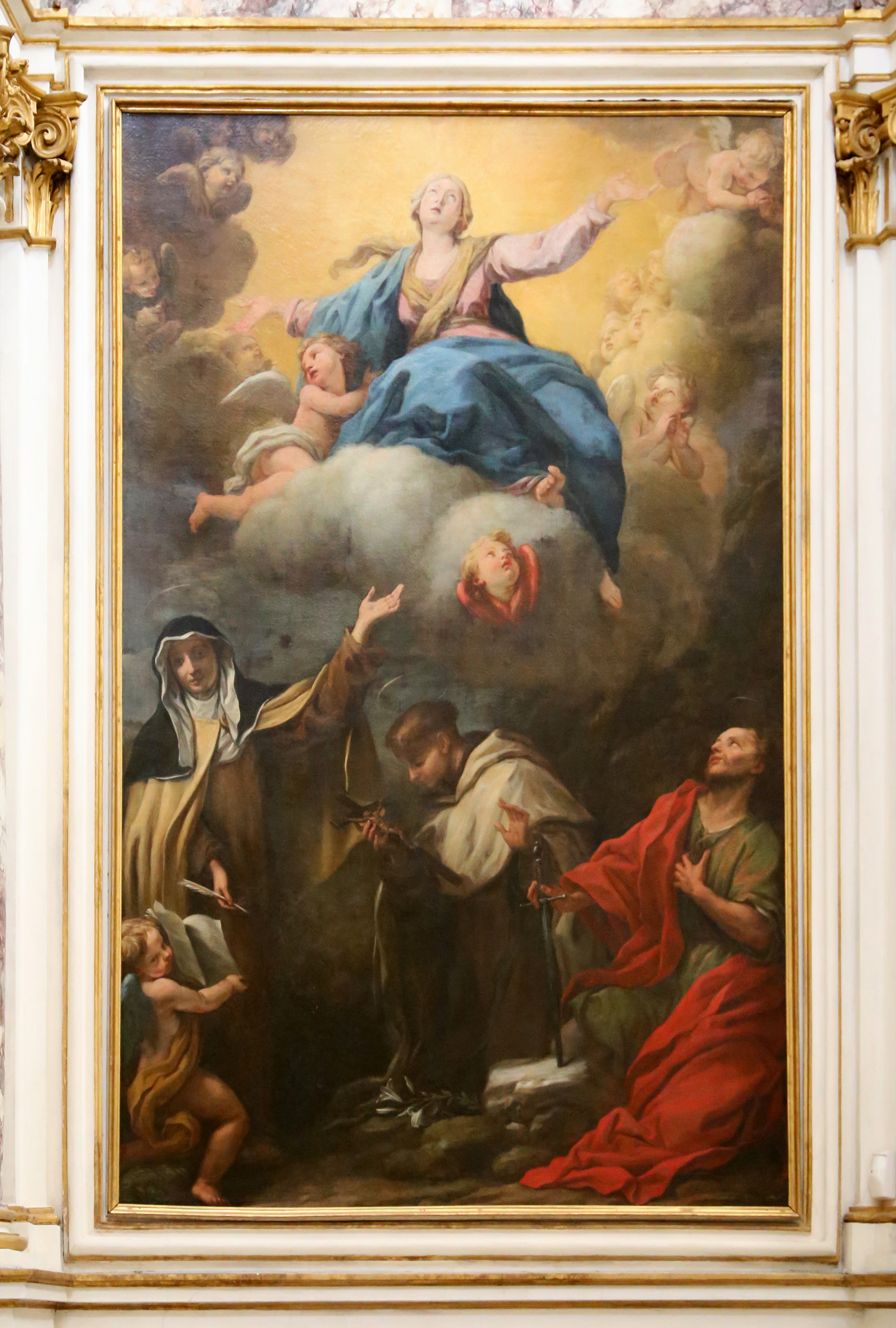
Мадонна и святые. 1741—1745. Холст, масло. Церковь Санта-Мария-дель-Кармине, Пистоя
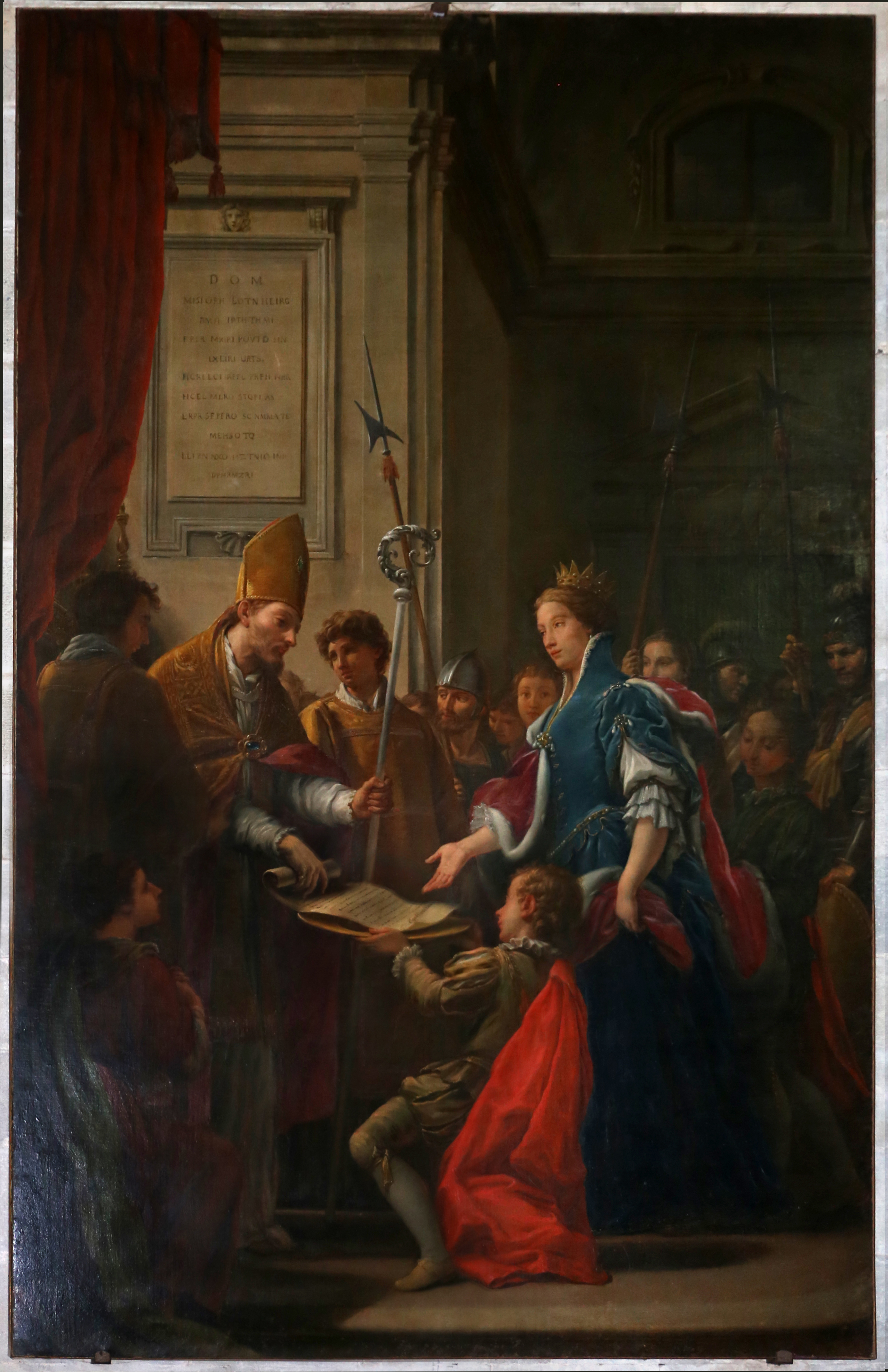
Графиня Матильда Каносская жертвует свои богатства церкви. Холст, масло. Церковь Сан-Бартоломео в Пантано, Пистоя
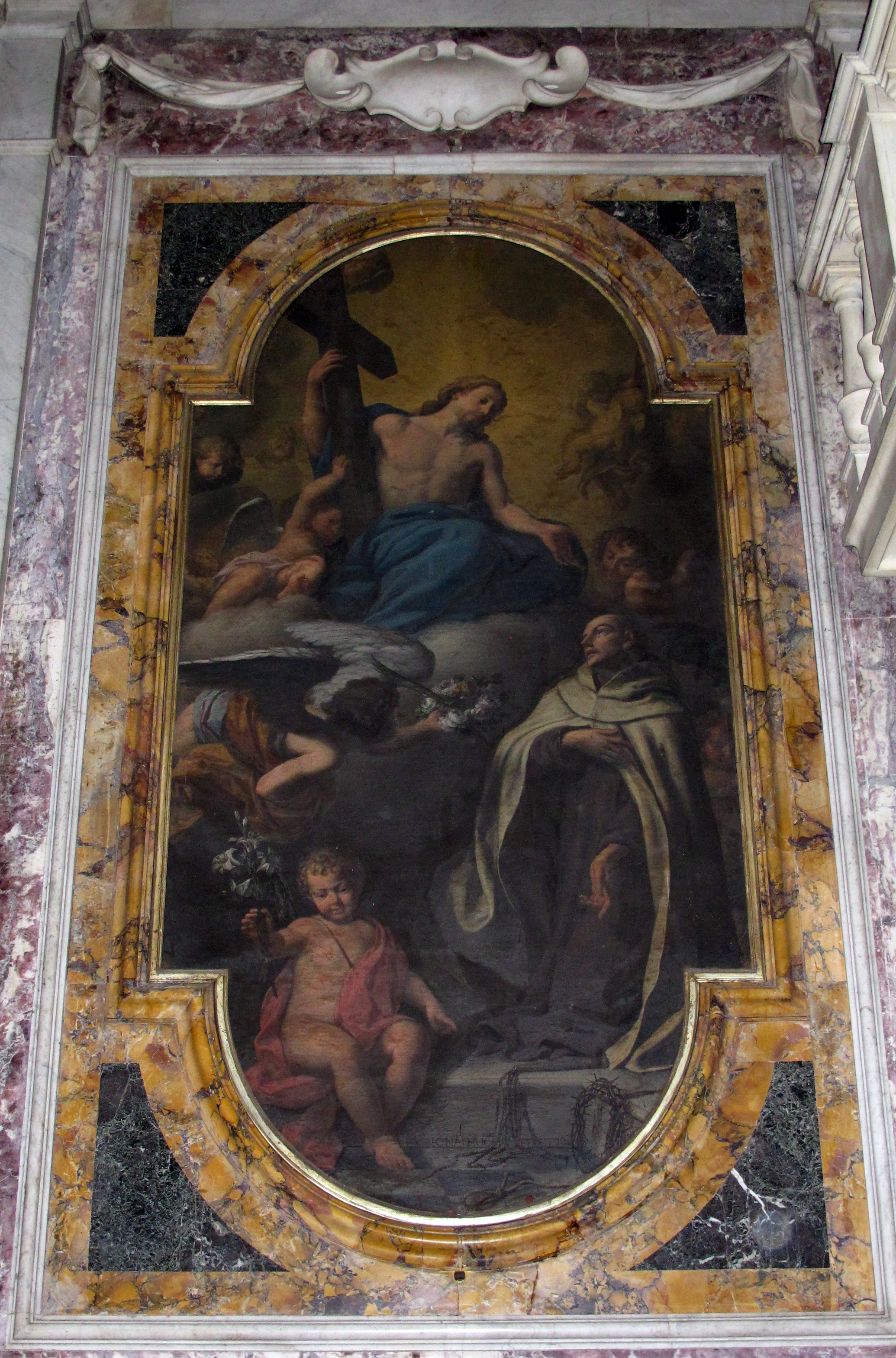
Христос является святому Иоанну Креста. Церковь Сан-Паолино, Флоренция